# Макс Варбург
Макс Мориц Варбург (5. јун 1867 – 26. децембар 1946) био је немачки банкар и потомак богате породице Варбург са седиштем у Хамбургу, у Немачкој .

## Порекло
Макс Варбург је био један од седморо деце оца Морица Варбурга, директора породичне Хамбуршке банке, и његове супруге Шарлот Опенхајм из династије Опенхајм, још једне познате немачко-јеврејске банкарске породице.
Његова браћа су били историчар уметности и теоретичар културе Аби Варбург и главни архитекта Одбора гувернера Федералних Резерви Сједињених Држава Пол Варбург.

## Каријера
Учио је банкарски посао у Франкфурту, Амстердаму, Паризу и Лондону. Од 1910. до 1938.године, био је директор M. M. Warburg & Co. у Хамбургу. Као шеф те фирме, био је финансијски саветник Вилхелма II пре Првог светског рата.
Током 1930-их, Варбург је остао у Немачкој и поред пораста популарности и моћи нацистичке партије. Од 1933. године, био је у савету директора немачке Рајхсбанке, под гувернером Хјалмаром Шахтом. Продао је банку након што су Нирнбершки закони из 1935. године поставили темеље за Аријанизацију. Емигрирао је у Сједињене Америчке Државе 1938.године.

## Лични живот
Макс Варбург је оженио Алис Магнус 1899.године, а заједно су имали четири ћерке и сина Ерика Варбурга (1900-1990), који се борио у америчкој војсци током Другог светског рата као обавештајни официр, а касније је основао међународну компанију Warburg Pincus LLC.